# Saab 96
De Saab 96 is een auto gemaakt door Saab Automobile. De 96 verving de Saab 93. De 96 heeft een aerodynamische vorm. Het is een tweedeurs sedan met vijf zitplaatsen. Hij had eerst een driecilinder tweetakt motor van Saab, later een viertakt V4 van Ford. Hij werd geproduceerd vanaf 1960 tot 1980, de langst geproduceerde Saab. Het grootste deel van zijn leven werd de 96 parallel geproduceerd met de Saab 95, het stationwagenmodel van de 96.

## Geschiedenis
Het model werd geïntroduceerd in 1960 en was tot januari 1980 in productie. Net zoals de Saab 93 die hij verving, was de 96 ontwikkeld op basis van de Saab 92 en vanwege de verbeteringen en moderniseringen opende dit nieuwe markten voor Saab. Het was het model waardoor het merk internationaal bekend werd, niet in het minst door de innovatieve bijdragen aan veiligheid en successen in motorsport.
De voorwielophanging gebruikte onafhankelijke A-frames en schroefveren, de achterwielen zaten aan een U-vormige as met twee pendelarmen en schroefveren. Alle vier wielen hadden schokbrekers. De eerste modellen hadden nog trommelremmen vóór, later kregen alle modellen schijfremmen.
De carrosserie verschilde weinig van die van de Saab 93, maar de achterkant was in 1960 aanzienlijk verbeterd, waardoor er meer bagageruimte beschikbaar was, met een grotere opening en een grotere achterruit voor meer zicht. De originele 'kortneus'-voorkant van de 96 werd verlengd in 1965, als voorbereiding voor een andere motor en de radiateur werd naar voren verplaatst, vóór de motor.
Zowel de voor- als achterruit werd nog eens vergroot in 1968. In 1969 verscheen de Saab 99, een veel moderner concept, ontworpen om de 96 te vervangen. Echter, de 96 werd door geproduceerd tot januari 1980, totdat de Saab 900 uitkwam die uiteindelijk in 1984 ook de 99 verving.
Zoals eerst ontworpen had de 96 een 750 cc, 38 pk (28 kW) driecilinder-tweetaktmotor met mengsmering, zoals in de Saab 93. In 1963 was dit opgevoerd tot 841 cc en 40 pk. Als extra kon een 57 pk-versie van deze motor geleverd worden, met drie carburateurs en smeerolie-injectie. Deze motor werd gebruikt in de 'Saab Sport'- en 'Monte Carlo'-modellen. In 1967 verscheen de 96V4, met de Ford Taunus V4-motor, een viertaktmotor met 1498 cc, oorspronkelijk ontwikkeld voor de 1962 Ford Taunus 12M. De V4-motor produceerde 55 pk (48 kW) en de auto deed 0-100 km/u in 16 seconden. De tweetaktversie bleef beschikbaar tot in 1968. In 1977 kreeg de V4-motor nog een Solex-registercarburateur welke het vermogen verhoogde tot 65 pk.
De versnellingsbak had aanvankelijk drie versnellingen, later kwam er een vierbak. Om smeringsproblemen in de tweetaktmotor bij gesloten gasklep te voorkomen, bijvoorbeeld bij bergafrijden, was de bak voorzien van een vrijloop. Deze vrijloop bleef ook aanwezig bij de viertaktmotoren en in de eerste serie Saab 99.
De Saab 96 was als Saab 95 ook beschikbaar als een stationwagen (niet te verwarren met de veel latere Saab 9-5).
De 96 werd eerst gemaakt in Trollhättan (Zweden), later door Valmet in Uusikaupunki (Finland). In totaal werden er 547.221 gemaakt. In de laatste periode (1977-1980) kwam steeds meer naar voren dat de verouderde techniek niet meer aan de moderne tijd voldeed en liepen de verkopen drastisch terug. Kort nadat de productie van de Saab 96 in januari 1980 werd stopgezet, werd in Denemarken, Noorwegen en Zweden de Saab-Lancia 600 op de markt gebracht, de laatste kleinere auto die werd verkocht onder de merknaam Saab.

### Productie in Mechelen
Tot 1961 zijn er een klein aantal 96's geassembleerd in Mechelen, in de toenmalige I.M.A fabriek van Mercedes-Benz. Er zijn 332 96's over de band gerold. Deze wagens waren enkel bedoeld voor de Belgische markt en kregen ook een eigen identificatieplaatje. Eind 1973 keerde Saab terug naar België in dezelfde fabriek. I.M.A werd omgedoopt tot Sobelmotors en deze verzorgde voor import en verdeling van Saab voor België. Enkel de Saab 99 werd geassembleerd, de 96 werd enkel verdeeld.

### De productie van de 96 naast de 99
Toen in 1967 de Saab 99 werd geïntroduceerd, werd het belang van de Saab 96 als bestseller verminderd. Maar vanwege de lagere prijs en populariteit bij autobezitters werd het nog steeds verkocht. De Saab 96 werd tot 1980 geproduceerd als aanvulling op de grotere en modernere Saab 99 en Saab 900. De laatste productiedag van de Saab 96 was 11 januari 1980 (chassisnummer 96806002814), de auto met het laatste/hoogste chassisnummer (96806002820) werd gemaakt op 3 januari 1980.

## Technische gegevens
Motor (1960-68): Saab driecilinder tweetaktmotor: Saab tweetakt
- Volume: 841 cc
- Boring × slag: 70 × 73 mm
- Vermogen: 38 pk (1960-64), 40 pk (1965), 42 pk (1966)
- Topsnelheid: 127 km/h

Motor (1967-80): Ford Taunus V4-motor
- Volume: 1,498 - 1,698 cc
- Boring × slag: 90 × 58,86 mm
- Vermogen: 65 pk (1967-1975), 62 pk (1976), 68 pk (1977-1980)
- Topsnelheid: 1967-1975: 145 km/h, 1976: 140 km/h, 1977-1980: 154 km/h

Transmissie:
- Voorwielaandrijving
- Handgeschakelde 3-versnellingsbak (stuurhendel), niet-gesynchroniseerde 1e versnelling, vrijloop. Saxomat koppeling als optie verkrijgbaar (1960-1965).
- Handgeschakelde 4-versnellingsbak (stuurhendel), gesynchroniseerde 1e versnelling.

Afmetingen:
- Lengte: 4020 mm (1960-64), 4180 mm (1965-75)
- Breedte: 1570 mm
- Hoogte: 1470 mm
- Wielbasis: 2490 mm

## Jaarmodellen
- 1960: De Saab 96 werd gepresenteerd op 17 februari 1960. De auto had een grotere motor dan de Saab 93 en een nieuw dashboard met horizontale snelheidsmeter en een gestoffeerde hemelbekleding.
- 1961: De startmotor wordt geactiveerd met de startsleutel.
- 1962: In januari worden standaard veiligheidsgordels geïntroduceerd.
- 1963: Verbeterde verwarming en ventilatie; nieuw Saab-embleem in de grill; claxonring in het stuur; verlichting in de bagageruimte.
- 1964: Dubbel circuit diagonaal gekoppeld remsysteem; gemodificeerde ontstekingsverdeler; nieuwe, ronde wijzerplaten op het dashboard; om de sleutel uit het contactslot te verwijderen, moet de versnellingshendel in de R-stand staan. Ten slotte wordt de 4-versnellingsbak ook aangeboden aan Zweedse klanten.
- 1965: Langere voorkant; de radiator wordt voor de motor gemonteerd; hydraulisch bediende koppeling; hangende pedalen; het motorvermogen wordt verhoogd tot 40 pk; nieuwe bumpers; nieuwe achterlichten.
- 1966: Nieuwe drievoudige carburateur verhoogt het vermogen tot 42 pk; nieuwe wieldoppen; dubbele buitenspiegels; 4-versnellingsbak wordt standaard.
- 1967: De Ford Taunus V4-motor wordt geïntroduceerd, maar de Saab tweetakt blijft als alternatief; schijfremmen voor; nieuwe airconditioning; ruitenwisser met twee snelheden.
- 1968: Grotere achterruit; de achteruitkijkspiegel wordt verplaatst naar de bovenkant van de wagen; nieuw stuurwiel; in het voorjaar stopte de productie van de tweetaktmotor.
- 1969: Rembekrachtiging; nieuwe rechthoekige koplampen; nieuwe richtingaanwijzers & parkeerlichten; nieuwe grill; nieuwe wieldoppen; nieuwe bumpers; verbeterde stuurkolom; verbeterde stoelen.
- 1970: Nieuw dashboard; nieuw stuur; de koplampen worden op het contact aangesloten om het risico van een lege batterij te verminderen; inklapbare achterbank; verzonken tankdop.
- 1971: Koplampwisser worden geïntroduceerd; de chroomstrips op de schermen worden vervangen door een nieuwe strip onderaan de drempels.
- 1972: Nieuwe velgen; nieuwe bumperhoorns; elektrisch verwarmde bestuurdersstoel; te openen zijruiten achter.
- 1973: Halogeen koplampen; nieuwe wieldoppen; nieuwe dashboards.
- 1974: Nieuwe plastic grill; rolgordels worden naar voren met riemherinneringen op het dashboard; verbeterde roestbescherming. De autosportafdeling van Saab introduceert een speciale serie, de Saab 96 V4 1.7S. De 1.7S was uitgerust met details uit de Saab Sport & Rally-reeks zoals strepen, lichtmetalen wielen (voetbalwielen), lederen stuurwiel en toerenteller. De motor werd gewijzigd naar een 1.698 cc model en had een vermogen tot 90 pk, uitgerust met een sportuitlaatsysteem. Er werden ca. 80 tot 100 voertuigen gemaakt, allemaal met oranje (Indische gele) lak en werden enkel verkocht in Zweden. Saab 96 1.7S was relatief duur, hij kostte 30% meer dan een normale 96. De auto's werden geassembleerd van september tot december 1974 met modeljaar 1975.
- 1975: Versterkte versnellingsbak; radiaalband; zwarte ruitenwissers, er werd een speciale serie verkocht in zilver metallic om het 25-jarig bestaan van Saab als autofabrikant te vieren. Naast de auto met zijstrepen en 96 zilveren emblemen, werden een lederen stuurwiel en lichtmetalen velgen (voetbalwielen) ook aangeboden tegen een gereduceerde prijs.
- 1976: De auto heet nu 96L, met verwijzing naar zijn "de Luxe uitrusting"; nieuwe Zweedse vereisten voor uitlaatgasreiniging verminderen het motorvermogen tot 62 pk; nieuwe carburateur met handmatige choke; 99-type bumper; bredere velgen; hoofdsteun; ruimere achterbank; nieuw stuur; aangepast dashboard; elektrisch verwarmde achterruit.
- 1977: Grotere buitenspiegels; 99 voorstoelen; tijdens het modeljaar worden dubbele carburateurs geïntroduceerd, waardoor het vermogen toeneemt tot 68 pk; gelamineerde voorruit.
- 1978: De auto heet nu 96GL. Grotere richtingsaanwijzers/parkeerlichten vooraan; grotere achterlichten met ingebouwde achterlichten; spoiler/luikhandgreep op de achterklep.
- 1979: Productie verhuist naar Nystad, Finland. Zwart decor rond de zijramen en tussen de achterlichten. In maart 1979 wordt een zwarte streep op de drempels geïntroduceerd en vervangen kleine zwarte naaddeksels de verchroomde naaddoppen.
- 1980: Geen wijzigingen dit laatste modeljaar. De laatste 96 verliet Nystad op 11 januari 1980.

In totaal zijn er 547.221 96's geproduceerd, waaronder ook de GT 750/850 en de Monte Carlo-versie.

## Prestaties
Saab 96 Sport (55 pk)
- Acceleratie: 0-100 km/h, 17,3 sec.
- Topsnelheid: 142 km/h.

Saab 96 GL (68 pk) 
- Acceleratie: 0-100 km/h, 15,5 sec.
- Topsnelheid: 160 km/h.

Saab 96 1,7S (90 pk). 
- Acceleratie: 0-100 km/h: 12,0 sec.
- Topsnelheid: 167 km/h

## Saab 96 in rally's

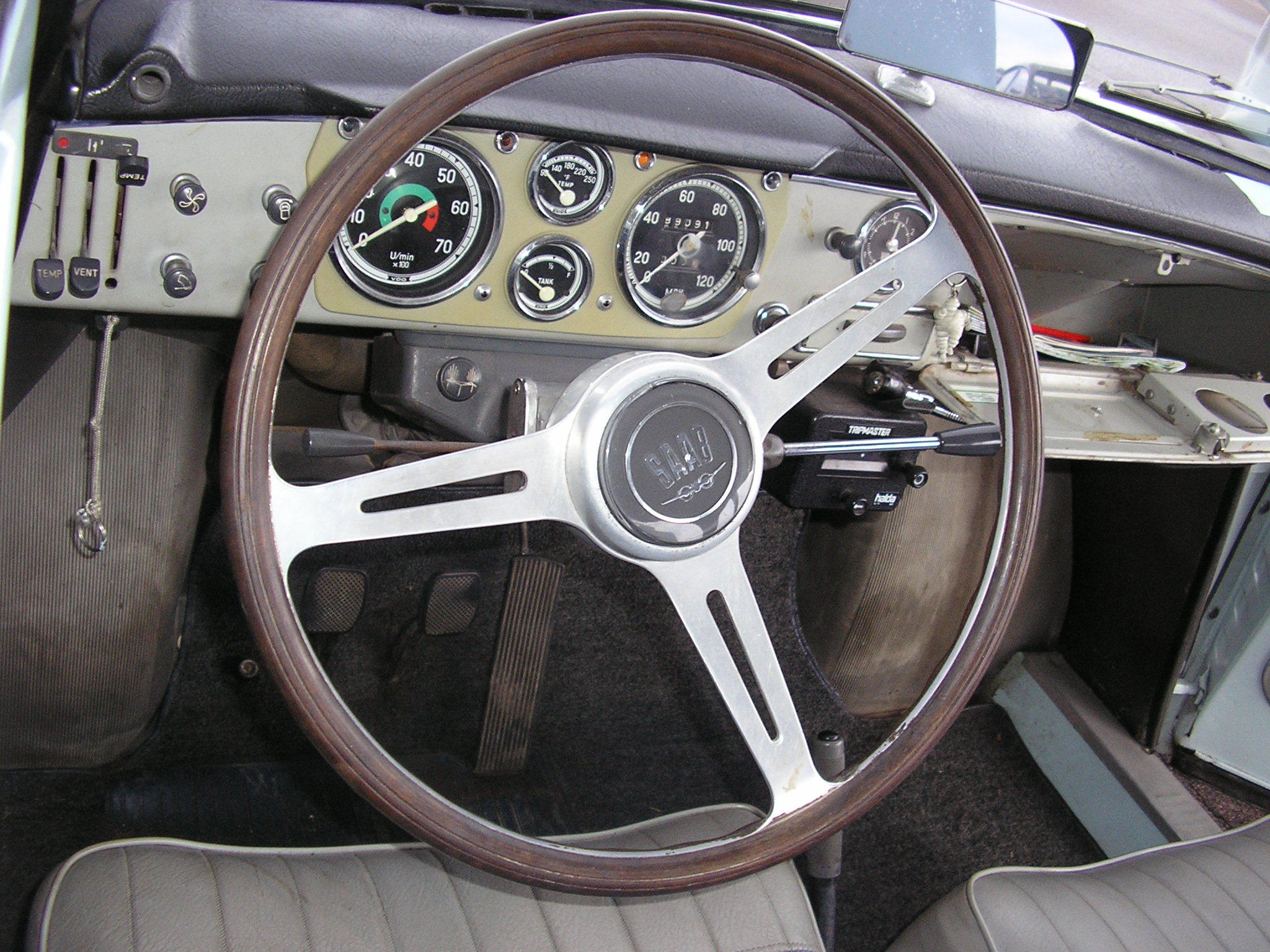
Saab GT850 dashboard.

De meest bekende gebruiker van de Saab 96 was Erik Carlsson, in vele internationale rally's. Zijn grootste successen waren in de 1960, 1961 en 1962 RAC Rally en de 1962 en 1963 Monte Carlo Rally. Deze opeenvolgende zeges zetten de Saab 96 'op de kaart' en bevestigden de reputatie van betrouwbaarheid en degelijkheid. Carlsson deed ook mee aan de East African Safari rally. Andere rallynamen verbonden aan de Saab 96 zijn Simo Lampinen, Per Eklund, Pat Moss-Carlsson, Tom Trana, Stig Blomqvist en Carl Orrenius.

### WRC overwinningen
| Nr. | Wedstrijd                       | Jaar | Bestuurder     | Co-bestuurder   | Voertuig   |
| --- | ------------------------------- | ---- | -------------- | --------------- | ---------- |
| 1   | 24e International Swedish Rally | 1973 | Stig Blomqvist | Arne Hertz      | Saab 96 V4 |
| 2   | 26e International Swedish Rally | 1976 | Per Eklund     | Björn Cederberg | Saab 96 V4 |

## Postzegels
De 96 komt voor op een aantal Zweedse postzegels, onder andere de Monte Carlo Rally Saab 96, zoals gebruikt door Erik Carlsson.

## Snelheidsrecord
Op 16 augustus 2001 kreeg een 96 uit 1966, met als bestuurder Alex LaFortune, een nieuw snelheidsrecord op de 'Bonneville Salt Flats' voor auto's met een 750 cc motor. Dit met een snelheid van 177,207 km/h.

## Externe links

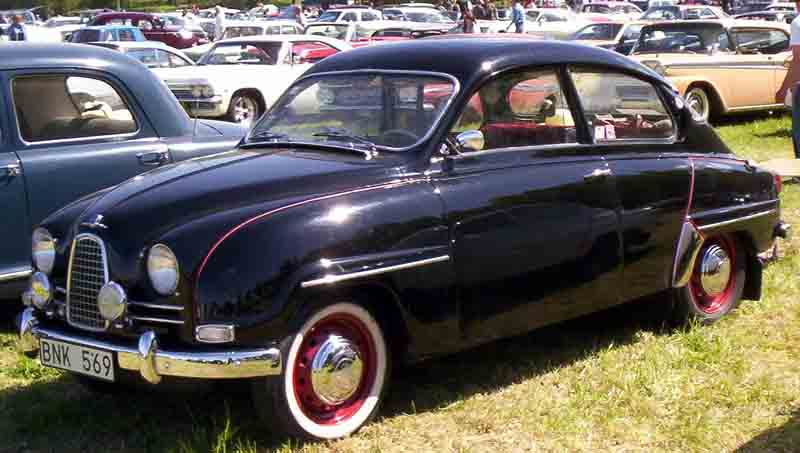
SAAB 96 De Luxe 1961
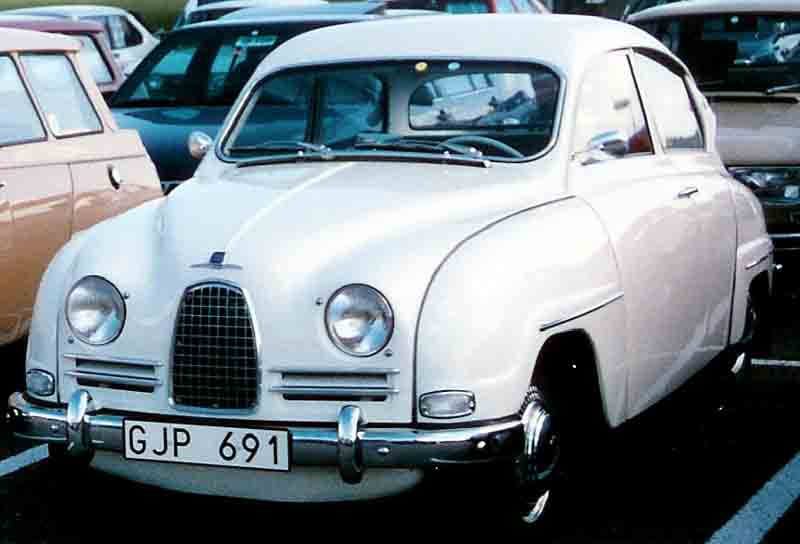
SAAB 96 De Luxe 1961
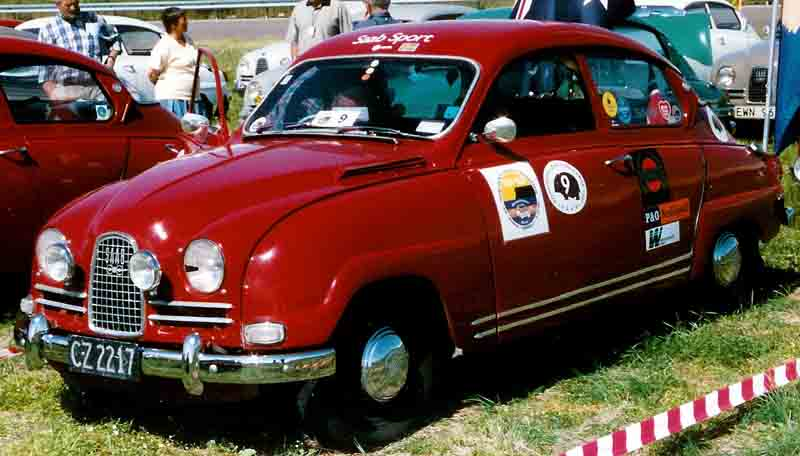
SAAB 96 Sport
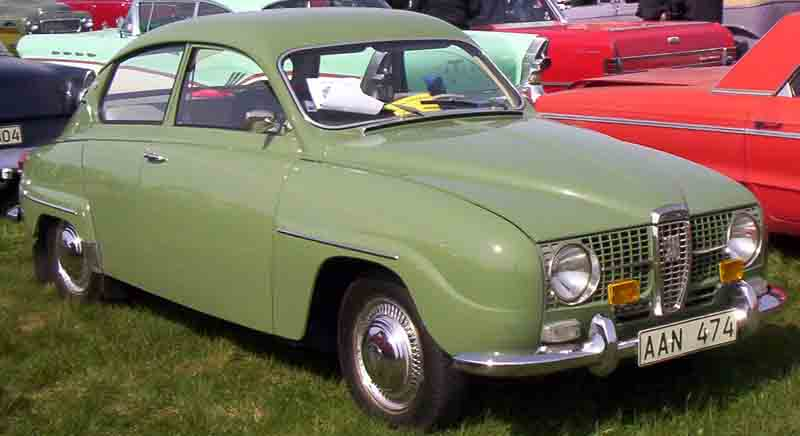
SAAB 96 1965
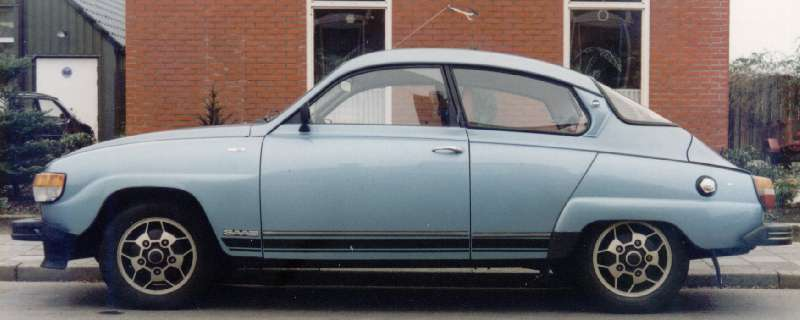
Dit specifieke model is een beperkte uitgave van 150 stuks, exclusief voor Nederland om 25 jaar Saab-import in NL te benadrukken, 1954-1979